# Radějov
Radějov é uma comuna checa localizada na região de Morávia do Sul, distrito de Hodonín.